# Список журналістів, які загинули в Україні
Список журналістів (у хронологічному порядку від 1991 року), в якому вказані співробітники ЗМІ, що стали жертвами убивць або загинули внаслідок терористичних актів і воєнних дій на території України.
До списку також внесені журналісти, які загинули неприродним чином (неймовірне самогубство, падіння, тощо) після переслідувань, конфліктів, погроз.
15 серпня 2017 року Президент України «задля підтримки дітей представників ЗМІ та забезпечення їх соціального захисту… призначив стипендії дітям журналістів, які загинули у під час виконання службових обов'язків». Згідно із Указом № 217/2017, стипендії отримуватиме донька капітан-лейтенанта, редактора редакції телебачення телерадіокомпанії Міністерства оборони України «Бриз» Дмитра Лабуткіна — Кіра, донька фотокореспондента газети «Сегодня» Сергія Ніколаєва — Валерія, та син журналіста газети «Вести» В'ячеслава Веремія — Максим.

## Список загиблих журналістів

### 1991
Мирон Ляхович — редактор газети «Життя і праця» (Львів), убитий наприкінці 1991 року, за іншими даними — на початку 1992-го

### 1992
Вадим Бойко — журналіст телекомпанії «Гарт» (Київ), загинув 14 лютого 1992 р. від вибуху у власному будинку, обставини події достеменно не встановлені: прокуратура причиною вибуху назвала несправність телевізора, проте свідки бачили начебто підпалені двері квартири, а медична експертиза встановила факт смерті до початку пожежі

### 1993
Святослав Сосновський — редактор видавництва «Таврія» (Сімферополь), 29 травня 1993 р. загинув від ножових поранень, завданих йому біля власного будинку
Микола Бакланов — власний кореспондент газети «Известия» (Київ), 22 липня 1993 року помер від травм, отриманих внаслідок бандитського нападу
Юрій Османов — редактор газети «Арекет» (Сімферополь), 7 листопада 1993 року знайдений мертвим на вулиці міста з черепно-мозковою травмою
Андрій Лазебник — начальник прес-центра Чорноморського флоту (Севастополь), 15 грудня 1993 р. застрелений біля дверей власного дома

### 1994
Сергій Шепелєв — редактор газети «Вечірня Вінниця» (Вінниця), загинув у січні 1994 року в пожежі у власній квартирі; незалежні експерти стверджують, що журналіст був прив'язаний до ліжка

### 1995
Анатолій Таран — редактор газети «Оболонь» (Київ), знайдений мертвим у березні 1995 року на пустирі
Володимир Іванов — журналіст видання «Слава Севастополя» (Севастополь), загинув 14 квітня 1995 року від вибуху закладеної в сміттєву урну вибухівки
Віктор Фреліх — позаштатний кореспондент газети «Молодий Буковинець» (Чернівці), отруєний невідомою речовиною 24 травня 1995 року після погроз, пов'язаних з його журналістською діяльністю
Юрій Джеджула — журналіст газет «Киевский вестник» і «Интересная газета» (Київ), убитий у серпні 1995 року

### 1996
Георгій Овчаренко — журналіст телеканалу УТ-3 («Чорний квадрат»), знайдений мертвим у квартирі сусіда
Ігор Кузик — відповідальний секретар газети «Армія України» (Львів), знайдений мертвим у парку 29 січня 1996 р. за кілька місяців після зникнення
Ігор Грушецький — кореспондент газети «Україна-Центр» (Черкаси), знайдений на вулиці міста з пораненням голови 7 травня 1996 року
Олександр Мотренко — ведучий «Транс-М-Радио» (Сімферополь), програма «Субботний экспресс», загинув 22 червня 1996 року внаслідок удару в голову під час нападу трьох чоловіків, один з яких був у формовому одязі міліції
Анатолій Танадайчук — кореспондент газети «Панорама» (Вінниця), тіло журналіста зі слідами уколів було знайдене в серпні 1996 року

### 1997
Володимир Бехтер — старший редактор Державної телерадіокомпанії (Одеса), 22 лютого 1997 р. загинув підсля побиття співробітниками міліції
 Петро Шевченко — власний кореспондент газети «Киевские Ведомости» в Луганську, 13 березня 1997 року знайдений повішеним у Жулянах після зникнення, причиною вбивства могла бути серія репортажів про конфлікт місцевої і Служби безпеки України
Віталій Коцюк — кореспондент газети «День» (Київ); 4 липня 1997 р. невідомі напали на журналіста в приміському поїзді, побили та спалили, обливши бензином
Володимир Кательницький — релігійний діяч, журналіст, голова комітету захисту Івана Дем'янюка, 8 липня 1997 р. жорстоко вбитий у власній квартирі разом із матір'ю
Борис Дерев'янко — головний редактор газети «Вечерняя Одесса» (Одеса), убитий 11 серпня 1997 року

### 1998
Олексій Єфименко — редактор газети «Возрождение» (Саки), помер після падіння з п'ятого поверху
Микола Ракшанов — журналіст газети «Факты» (Черкаси), загинув у серпні 1998 року від черепно-мозкової травми, яку слідчі міліції, на відміну від лікарів, відмовилася вважати наслідком насильницьких дій
Альберт Борисов — головний редактор газети «Шахтерские вести» (Краснодон)

### 1999
В'ячеслав Чорновіл — журналіст, дисидент, політик, загинув 25 березня 1999 року внаслідок автокатастрофи, яку деякі дослідники вважають спланованим убивством
Ігор Бондар — директор телекомпанії «АМТ» (Одеса), застрелений 16 травня 1999 року разом із суддею Борисом Віхровим
 Мар'яна Чорна (Майорчук Мирослава) — журналістка телеканалу «СТБ» (Київ), знайдена повішеною 24 червня 1999 року
Василь Чудик — головний редактор радіо «Незалежність» (Львів), знайдений мертвим 18 липня 1999 р. в під'їзді будинку
Віталій Масловський — львівський історик (доктор історичних наук, професор), публіцист, що різко виступав проти учасників українського повстанського руху XX століття, загинув під час падіння зі сходів 26 жовтня 1999 року

### 2000
Владислав Рябчиков — кореспондент газети «Крымская правда» (Сімферополь), 27 квітня 2000 загинув, збитий автомобілем; редакція вважає ДТП зумисним убивством
Георгій Гонгадзе — співзасновник сайту «Українська правда», викрадений та убитий 16 вересня 2000 року в Таращанському районі Київщини
Юлій Мазур — головний редактор газети «Юг» (Одеса), знайдений мертвим 30 листопада 2000 року поряд із видавництвом «Чорномор'я»
Володимир Пальчиков — журналіст радіоцентру (Дніпро), убитий 29 грудня 2000 року
Володимир Смирнов — кореспондент газети «Время» (Миколаїв), загинув 29 грудня 2000 року від отриманих травм після нападу на вулиці

### 2001
Олег Білоус — керівник тижневика «XXI век» (Луганськ), застрелений 24 червня 2001 року біля будинку
Ігор Александров — директор приватної телерадіокомпанії ТОР (Слов'янськ), помер 7 липня 2001 р. від численних поранень, завданих невідомими 3 липня під час нападу на офіс компанії; за результатами розпочатого Александровим розслідування до тривалих строків ув'язнення засуджено кілька колишніх міліціянтів
Олександр Коваленко — головний редактор газети «Соціальна політика» (Київ), 8 лютого 2001 року знайдений застреленим у лісі під Житомиром
Юрій Гончар — позаштатний кореспондент газети «Факты и комментарии» (Київ), убитий у власній квартирі 25 жовтня 2001 року

### 2002
Юрій Шевцов — фотокореспондент газети «Крымская правда» (Сімферополь), знайдений убитим 3 серпня 2002 у лісосмузі після попереднього зникнення
Володимир Провороцький — диктор Сумської обласної ДТРК, убитий 15 вересня 2002 року у власній квартирі (офіційна версія — побутові мотиви)
Олександр Панич — журналіст видання «Донецкие новости» (Донецьк), убитий 15 листопада 2002 року своїм товаришем, що перебував у стані наркотичного сп'яніння

### 2003
Олексій Терещук — заступник головного редактора газети «Вінниччина», жорстоко побитий у грудні 2002 року, помер 10 січня 2003 р.
Тарас Процюк — український журналіст, убитий в Іраку.
 Володимир Єфремов — кореспондент Інституту масової інформації (Дніпро), 15 липня 2003 загинув у ДТП, яку є підстави вважати невипадковою
Володимир Карачевцев — заступник головреда газети «Курьер» (Мелітополь), 14 грудня 2003 року ймовірно убитий у власному домі

### 2004
Юрій Чечик — директор радіо Юта (Полтава), 3 березня 2004 року загинув у підозрілій автокатастрофі
Іштван Касанек — телеоператор каналу «М-Студіо» (Ужгород), помер 2 червня 2004 року за нез'ясованих обставин

### 2006
Вадим Гудик — незалежний журналіст (Біла Церква, Київщина), 24 травня 2006 року застрелений на центральному майдані міста
Кирило Бережний — редактор газети «Православний погляд» (Союз Православних Братств України, Київ), загинув 8 вересня 2006 року.
Норик Ширін — засновник кримсько-татарської газети «Голос молоді» (Сімферополь), загинув 20 грудня 2006 року

### 2008
Віктор Валяєв — завідувач відділу та фотокор районної газети (Нові Санжари), помер разом із дружиною 24 вересня 2008 року внаслідок жорстокого побиття під час бандитського нападу на їхній будинок напередодні, 23 вересня

### 2010
Василь Климентьєв — редактор газети «Новий стиль» (Харків), зникнув безвісти 11 серпня 2010 року, визнаний загиблим

### 2012
Володимир Гончаренко — редактор газети «ЭКО-безопасность» (Дніпро), помер 4 серпня 2012 після жорстокого побиття 1 серпня кількома особами

### 2013
Сергій Старокожко — колишній співробітник газети «Свободный репортер» (Луганськ), застрелений 20 листопада 2013 року

### 2014
В'ячеслав Веремій — репортер газети «Вести» (Київ), побитий і застрелений 19 лютого 2014 року «тітушками» на чолі з Крисіним
Ігор Костенко — журналіст газети «Sportanalytic» (Київ), редактор Вікіпедії, 20 лютого 2014 року застрелений снайпером під час Євромайдану
Василь Сергієнко — редактор газети «Надросся» (Корсунь-Шевченковський, Черкащина), викрадений та убитий невідомими 4 квітня 2014 року
Дмитро Іванов — журналіст, музичний критик, загинув 2 травня 2014 року під час пожежі в одеському Будинку профспілок
Андреа Роккеллі (іт. Andrea Rocchelli) — загинув разом із перекладачем Андрієм Мироновим (рос. Андрей Миронов) 24 травня 2014 року під Слов'янськом; за словами пораненого тоді ж французького фотострінгера Вільяма Рогульйона (фр. William Rogulion), італійський журналіст загинув унаслідок мінометного обстрілу села Андріївки
Володимир Марцишевський — журналіст інформаційного онлайн-бюлетеня «Каменярі інфо», захисник Гостиного двору. 11 червня 2014 року у Києві викрадений із прес-центра Майдану, жорстоко побитий, помер у лікарні 15 червня
Ігор Корнелюк — кореспондент російської державної ТРК, помер 17 червня 2014 року від поранень, отриманих біля селища Металіст (Луганщина) під час мінометного обстрілу
Антон Волошин — оператор, що працював разом із І. Корнелюком, під час обстрілу 17 червня 2014 року загинув на місці
Анатолій Клян — оператор російської телекомпанії «Первый канал», помер у лікарні в Донецькій області 29 червня 2014 року від отриманого під час обстрілу автобуса поранення
Між 18 червня та 13 липня 2014 — Сергій Долгов, головний редактор маріупольських газет «Вестника Приазовья» та «Хочу в СССР». 18 червня був викрадений у Маріуполі озброєними особами. Тіло вбитого журналіста, з ознаками тортур, було знайдено 13 липня 2014 у лісопарковій зоні під Дніпропетровськом.
Андрій Стенін (рос. Андрей Стенин) — фотокореспондент інформаційного агентства «Россия сегодня», 6 серпня 2014 року загинув по дорозі на село Дмитрівку Шахтарського району (Донеччина); знайдений у згорілій машині разом із Сергієм Коренченковим і Андрієм Вячалом, співробітниками інформаційного підрозділу ДНР
Олег Задоянчук — репортер «Мегаполис-Экспресс», редактор новин «Нового каналу», «5 каналу», ТСН. Мобілізований 29 серпня 2014 року. Загинув 4 вересня 2014 року, коли російська артилерія системами «Смерч» знищила український підрозділ у с. Дмитрівка Новоайдарського району.
Олександр Кучинський — головний редактор газети «Криминал-Экспресс», автор книг «Хроніка донецького бандитизму» і «Антологія замовного вбивства» (обидві — російською мовою), убитий 29 листопада 2014 року разом із дружиною в дачному селищі Богородичне під Слов'янськом

### 2015
Дмитро Лабуткін — військовий кореспондент, заступник редактора ТРК «Бриз» (Міністерство оборони України), капітан-лейтенант (посмертно — капітан 3-го рангу); загинув 16 лютого 2015 року під час боїв за Дебальцеве, виконуючи обов'язки пресофіцера сектора «С» антитерористичної операції
Сергій Ніколаєв — фотокореспондент газети «Сегодня» (Київ), загинув разом із супровідником Миколою «Танчиком» Флерко́м (підрозділ ДУК) під час мінометного обстрілу селища Піски 28 лютого 2015 року
Ольга Мороз — головний редактор газети «Нетішинський вісник» (Хмельниччина), убита 15 березня 2015 р. у власному будинку
Сергій Сухобок — засновник газети «Віддзеркалення», співзасновник онлайн-видань ProUA і «Обком», убитий на Русанівських садах (Київ) 13 квітня 2015 року
Олесь Бузина — письменник, публіцист, головний редактор газети «Сегодня» (Київ), убитий 16 квітня 2015 року біля власного будинку.

### 2016
Павло Шеремет — білоруський, російський та український журналіст телебачення, радіо та періодичних видань, загиблий 20 липня 2016 року у Києві в результаті вибуху автомобіля

### 2017
Сергій Самарський — український журналіст, громадський активіст, чиновник, політик; головний редактор газети «„Прав-Да!“» та вебсайту prav-da.com.ua.

### 2018
Катерина Гандзюк — співзасновниця Агенції громадянської журналістики «МОСТ», померла 4 листопада 2018 року внаслідок хімічних опіків, завданих під час нападу 31 липня із застосуванням кислоти.

### 2019
Вадим Комаров — український журналіст з м. Черкаси. Блогер. Громадський активіст. Радник міського голови Черкас на громадських засадах. Вересень 2016 р. — вчинено напад (стріляли з вогнепальної зброї). Він пов'язував це зі своєю журналістською діяльністю, розслідуванням щодо суддів і прокурорів. У 2017 р. був побитий. 4 травня 2019 р. на нього напав невідомий, внаслідок чого Вадим Комаров зазнав тяжкої травми голови. Помер у лікарні непритомним 20 червня 2019.

### 2022
Віктор Дудар — український журналіст, Віктор Дудар загинув під час бойових дій під Миколаєвом
Євген Сакун — український телеоператор «Live», загинув під час ракетного обстрілу в Києві.
Брент Рено американський відеожурналіст, колишній автор The New York Times, був вбитий на блокпосту в Ірпені на Київщині.
П'єр «Зак» Закжевський — ірландський фотожурналіст Fox News, був вбитий 14 березня 2022 року, коли його автомобіль потрапив під обстріл у Горенці Київської області. Британський журналіст Бенджамін Хол, також з Fox, був поранений у тому ж нападі..
Олександра Кувшинова українська продюсерка та журналістка-фрілансерка, яка працює з Fox News, вбита 14 березня 2022 року, коли її автомобіль потрапив під обстріл у Горенці Київської області. Британський журналіст Бенджамін Хол, також з Fox, був поранений у тому ж нападі..
Оксана Бауліна — російська журналістка незалежного сайту розслідувань The Insider, в минулому редактор «Time Out Moscow» та активістка Фонду боротьби з корупцією. Вона емігрувала до Польщі незадовго до того, як російський уряд назвав організацію екстремістською.загинула 23 березня в Подільському районі Києва внаслідок обстрілу. Вона знімала місце російського ракетного удару по торговому центру. Під час того ж нападу загинув ще один цивільний..
Максим Левін — український фотожурналіст LB.ua, що також співпрацював Reuters, BBC та Associated Press тощо був задіяний в низці документальних проектів, що стосувалися війни в Україні. зник безвісти 13 березня 2022 року і був знайдений мертвим біля села Гута-Межигірська Київської області 1 квітня 2022 року. За даними Генпрокуратури України, ймовірно загинув того ж дня, коли його смертельно поранили двома пострілами російські військовослужбовці. .
Мантас Кведаравічюс — литовський журналіст та режисер-документаліст, був убитий 2 квітня 2022 року під час спроби покинути місто Маріуполь, життя якого він документував протягом багатьох років...
Віра Гирич — українська журналістка та продюсерка «Радіо Свобода» Віра Гирич загинула 27 квітня від ракетного обстрілу в Києві.

## «Убивство» Бабченка
29 травня 2018 року, з оперативною метою, Служба безпеки України зімітувала вбивство російського журналіста Аркадія Бабченка. Найвищі посадові особи країни, депутати та співробітники правоохоронних органів, які володіли правдивою інформацією, публічно заявляли про скоєння злочину. «Злочин» викликав неймовірно сильний резонанс, який неприховано підігрівався антиукраїнськими силами.